# Josep Vicens i Juli
Josep Vicens i Juli, o l'Avi Xaxu, (l'Escala, 14 de gener del 1870 - 18 d'abril del 1956) va ser compositor de sardanes i músic. És autor d'una de les sardanes més conegudes de totes les èpoques, com Bona festa o Carícies. Fou pare de Josep Vicens i Mornau (1895 – 1987), i avi de Josep Vicens i Busquets (1917-2010), tots dos igualment compositors de sardanes escalencs.

## Biografia
A l'edat de 8 anys rebé les primeres lliçons de solfa de Rossend Mercader, Rossendo Cadiraire, i més tard estudià amb el mestre Antoni Agramont. La resta de la seva formació fou majoritàriament autodidacta. A la dècada de 1890 va dirigir la Cobla del Baix i l'Aliança. El 1906 va fundar la cobla La Principal de l'Escala. Elegit director el 1910, hi actuà fins al 1918, interpretant-hi diversos instruments, segons les necessitats: flautí, flauta, tenora, fiscorn i contrabaix. El 1920 es traslladà a viure amb la seva família a Malgrat de Mar, on contribuí a la creació de les cobles La Principal de Tordera i La Principal de Calella. Deu anys més tard, passaren a residir a Girona i el 1932 hi constituí la Cobla Xaxu. La família Vicens s'exilià al nord de França en acabar la Guerra Civil, i en tornaren el 1941, per viure a l'Escala ja definitivament.
Com el seu pare, treballà tota la vida fent de barber. Es diu que es comprometia a donar classes de música a canvi que l'alumne fes d'aprenent de barber; un dels alumnes de primers de segle xx fou Josep Mª. Vilà, i més endavant, l'excel·lent tenorista Albert Martí.
També fou director de corals: el 1895 impulsà la creació de la societat coral La Marinera i l'agrupació La Unión Escalense, inspirades en el model dels cors d'en Clavé.
Compongué més de 500 sardanes, de les que se'n conserven la meitat. La seva producció abastà també obres corals, la música d'una sarsuela, ballables per a cobla-orquestra, i algunes peces de concert. Hom ha posat lletra a diverses de les seves sardanes (Bona Festa, Carícies, El cant del pastoret, Creació, Mirant l'aimada (1934), Muntanyenca, Les noies de la costa, La Roca del Cargol, La segadora, totes amb lletra de Lluís Garriga i Viadé; Cançó alegre i Nit de Sant Joan, d'André Tey i Garriga).

## Obra
- Cantos de Aragón, fantasia per a cornetí.
- La filla del marchant, simfonia
- Marxes 1 i 2, per a cercavila.
- Muset i Bernadeta, sarsuela amb llibret de Josep Maria Folch i Torres
- Remor de fulles, simfonia

### Sardanes
- Aires de ma terra
- Amor i poesia
- L'Arc de Triomf
- La barretina
- Bona festa (1926), composta quan vivia a Malgrat, en enyorança de la Festa Major de l'Escala
- Camí d'Empúries (1925)
- Cançons que tornen
- El cant del batre
- El cant del pastoret (1946)
- Cantant l'amor
- Carícies
- Fa sol i plou (1926)
- La Font Vella (1930)
- Nit de Sant Joan
- Les noies de la costa
- La plaça del firal
- La Roca del Cargol (1945)
- Rondalles i cançons
- La segadora
- Diverses revesses: Endevina, endevineta, Escalenca, Les encantades (1928), L'endevinaire, Nit fosca, Quants dits hi ha, Qui la traurà?, Recòndita

### Obres corals
- La Pàtria (1895), per a tres veus d'home, amb lletra de Jaume Forn i Ferran
- Records d'infantesa

### Ballables
Arrollador, Baturra, Las cuerdas de mi guitarra, En el retiro, Jota Baturra, vals, Lei Lima, Me vengaré, Melodía, Melodía núm. 4, Melodías, Melodías hawaianas, Noche alegre, Oleya, Pasdoble núm. 10, Pasdoble núm. 11, Pedrutcho, Pierrot enamorado, Quiero casarme, Records del cabaret, Salvaje, Selección fox, Serenata azul, Sereno, Sevillano, Soñar, Vallejo, pas-doble, Los voluntarios, rigodon